# Sterschoteltje
Sterschoteltje (Trapelia) is een geslacht van korstmossen uit de familie Trapeliaceae. De typesoort is gewoon sterschoteltje (Trapelia coarctata).

## Soorten
Volgens Index Fungorum bevat het geslacht 27 soorten (peildatum februari 2023):
| Soortnaam                                  | Auteur(s)                         | Publicatiejaar |
| ------------------------------------------ | --------------------------------- | -------------- |
| Trapelia antarctica                        | Ertz, Aptroot, G. Thor & Øvstedal | 2014           |
| Trapelia atrocarpa                         | Elix & P.M. McCarthy              | 2020           |
| Trapelia calvariana                        | Kantvilas & Lumbsch               | 2014           |
| Trapelia coarctata (gewoon sterschoteltje) | (Turner) M. Choisy                | 1932           |
| Trapelia collaris                          | Orange                            | 2018           |
| Trapelia concentrica                       | Elix & P.M. McCarthy              | 2019           |
| Trapelia coreana                           | S.Y. Kondr., Lokös & Hur          | 2016           |
| Trapelia corticola                         | Coppins & P. James                | 1984           |
| Trapelia crystallifera                     | Kantvilas & Elix                  | 2007           |
| Trapelia elacista                          | (Ach.) Orange                     | 2018           |
| Trapelia glebulosa (gelobd sterschoteltje) | (Sm.) J.R. Laundon                | 2005           |
| Trapelia herteliana                        | Fryday                            | 2004           |
| Trapelia involuta                          | (Taylor) Hertel                   | 1973           |
| Trapelia kosciuszkoensis                   | Elix                              | 2020           |
| Trapelia lilacea                           | Kantvilas & Elix                  | 2007           |
| Trapelia macrospora                        | Fryday                            | 2004           |
| Trapelia obtegens (bruin sterschoteltje)   | (Th. Fr.) Hertel                  | 1970           |
| Trapelia occidentalis                      | Elix                              | 2020           |
| Trapelia placodioides (wit sterschoteltje) | Coppins & P. James                | 1984           |
| Trapelia pruinosa                          | Elix & P.M. McCarthy              | 2020           |
| Trapelia rosettiformis                     | Elix & P.M. McCarthy              | 2020           |
| Trapelia rubra                             | Aptroot & Schumm                  | 2012           |
| Trapelia sitiens                           | Orange                            | 2018           |
| Trapelia stipitata                         | Brodo & Lendemer                  | 2015           |
| Trapelia terrestris                        | Elix & P.M. McCarthy              | 2020           |
| Trapelia thieleana                         | Kantvilas, Lumbsch & Elix         | 2014           |
| Trapelia tristis                           | Orange                            | 2018           |